# Оран
Вижте пояснителната страница за други значения на Оран.
Оран се нарича вид основна обработка на почвата, при която става обръщане на почвения слой, на дълбочината на която тя се извършва, като за целта се използва плуг.

## Задачи
Задачите на оранта са:
- да се извърши едновременно обръщане, разрохкване и частично размесване на орния пласт;
- да се заоре горния, разпрашен слой и на повърхността да се извади оструктурения долен хоризонт;
- да се подрежат корените и да се унищожи поникналата плевелна и културна растителност;
- да се заорат дълбоко повърхностно разположените плевелни семена;
- да се заорат следжътвените растителни остатъци;
- да се подобрят физичните, водните и въздушните свойства на почвата;
- да се заорат трудно подвижните торове (фосфорни и калиеви) на дълбочината на тяхното интензивно използване.

## Оръдия за извършване на оран
Обикновен плуг с отметателна дъскаТой е най-често използваното оръдие, като обръща почвата само надясно. Използват се няколко основни вида отметателна дъска: винтова, цилиндрична и културна. Дадена машина се оборудва с няколко работни органа в зависимост от мощността ѝ, предвидената дълбочина за извършване на оранта и показателите на почвения тип, при който ще бъде използвана.
Обръщателен плугПри него на една ос са монтирани две плужни тела. Оранта се извъшва „совалковидно“, при което едното тяло извършва оран надясно, а другото наляво. По този начин оранта е „гладка“, без „гребени“ и „разори“.
Плуг риголвачС него се извършва оран до 70 см дълбочина (риголване). Този плуг се състои се от едно плужно тяло и се използва с много мощни трактори. Такава оран се извършва преди засаждане на овощни градини и лозя.

## Начини на оран
Прилагат се 3 основни начина: оран на лехи, фигурна оран и гладка оран.
Оран на лехи
- оран на „гребен“ – първата бразда се прокарва по средата на лехата, в края на първата бразда трактористът завива надясно и прекарва втора, след това прави отново завой надясно и т.н.; при приключване на лехата в средата ѝ остава „гребен“, а в краищата ѝ „разор“;
- оран на „разор“ – оранта започва от края на дясната лехата, в края на браздата трактористът прави ляв завой и прави бразда на другия край на лехата, оранта продължава към центъра на лехата; по този начин лехата има „разор“ по средата и „гребени“ в края си.

Фигурна оранПри нея се отделя леха с равни размери във всички посоки и оранта се извършва по посока или обратно на часовниковата стрелка.
Гладка оранИзвършва се с обръщателни плугове.

## Други
На оранта е наречена улица „Орач“ в квартал „Орландовци“ в София (Карта).